# Туамаріна (Нова Зеландія)
Туамарі́на (також зустрічається написання Ту́а Марі́на) — село в регіоні Марлборо, Нова Зеландія. Через село проходить Шосе 1. Річка Туамаріна впадає в річку Вайрау на південь від села. На відстані 18 км на північ знаходиться місто Піктон, в 10 км на південь — Бленім.
Молочне тваринництво — основна діяльність місцевого населення. Напротязі багатьох років в селі була сироварня, яка випускала сири під брендами Waitohi та Koromiko, однак в 2004 році вона була знищена пожежею.
Село відоме як місце події, що ввійшла в історію як бійня у Вайрау, яка сталася в червні 1843 року.